# HOTEL.
『HOTEL.』（ホテル）は、暁WORKS黒より発売の日本のWindows用18禁恋愛アドベンチャーゲームである。

## 概要
暁WORKS-黒-ブランドとしては5作目となり、新黒キャンペーンと題し2011年10月に『イヅナ斬審剣』、11月に『揺り籠より天使まで』に続き、12月に今作と3作連続発売された。原画担当のちょちょはブランド第1作『民族淫嬢』に続いて起用、シナリオ担当の佳奈月しずくは今作がアダルトゲーム初のメインとなる。ホテル・プリメーロ内で繰り広げられる人間模様を描いたグランドホテル方式の恋愛ストーリーで、ストーリーが進むにつれ徐々に世界の実情が明かされていく。

## ストーリー
お客は少ないものの、無表情な副支配人の荒城啓介と珍妙な従業員達がいる和気藹々としたホテル・プリメーロ。そんなホテルにギターを持った口数少ない少女、サラ・コルトレーンが訪れたことでその物語は動き出した。

## 登場キャラクター

### ホテル・プリメーロ
物語開始時点で従業員は全員で10人。インフラは全て供給されておらず、電気は太陽電池で賄い、食糧や燃料は少ない備蓄と自給自足で何とか賄っている。ホテル周辺は教会と避難村にのみ僅かに人々が生活しているのみで外の世界がどうなっているかは判っていない。

#### 主人公
荒城 啓介（あらき けいすけ）
声 - 梅咲チャーリー
主人公。ホテル・プリメーロ副支配人。普段から無表情であり、マニュアル至上主義でどんな時もマニュアルを基本に真面目に行動する。
戦時中は軍に所属していたが、仲間とはぐれ（見捨てられ）て死にかけた所をルシールに助けられる。その後暫くはルシールのキャンプと離れた場所に棲んでいたが、ある暴動が起こった際にルシールを殺されてしまう。自身もその時に右目に毒の傷を負い美雨にナイフで抉り出されることで一命を取り留める。しかし傷が治るのと同時に感情を無くしてしまう。その後、副支配人としてプリメーロで働くことになる。
彼の症状はアレキシサイミア（医師がいないため状況判断による仮説）とみられ、曲や歌を聞いている時以外は全ての感情を感じることが出来ない。そのためホテルマニュアルを行動の指針とし、数々の書籍から行動をマニュアル化している。また感情を判ろうとするために寝る前に日記をつけその日の行動を記録している。ルシールが亡くなる直前に形見として彼女のオリジナル曲入りのカセットテープを受け取っており、生きる事で精一杯の中で彼女の名前を忘却しつつも、毎日その曲を聴くのは欠かしておらずその時だけは感情を垣間見る表情をする。まきの死とその後の仲間達の苦悩に積極的に関わっていく内に徐々に感情を取り戻しつつある。

#### ヒロイン
美雨（めいゆい）
声 - 芹園みや
ホテル・プリメーロ支配人。ホテルの皆に安らぎをモットーに明るく活発だが、その時に思いついたことを突発的にすることが多い。しかし従業員たちからは慕われている。三船に次いで読書家で支配人室には本が山積みされている。アリスとは友人でピアノの経験あり。
父親が亡くなった後ホテルを継ぐものの、従業員との軋轢で当時の副支配人達から信用を失い辞められてしまう。その頃になってインフラが完全に停止したことで戦争が絶望的な状況になっていたことに気付くが時は既に遅く、外の世界の情報を知る手段もなくなっていた。その後僅かの避難民の世話を神父と共に手伝っていたが、ある日暴動が発生し助かったものの、その危機を救った啓介を助けるため右目をナイフで抉ることとなる。その後は啓介を副支配人に、状況が切迫し、マトモにホテル経営をした従業員もいないままホテルを再開する。男っぽい口調は、舐められないため感情を失う前の啓介の口調を（彼女なりに）真似ている。
アリス・ルシア
声 - 小倉結衣
ホテル・プリメーロのバーテンダーで歌姫。啓介にぞっこんでいつもはだらしないものの彼の前では積極的に好意を寄せる。美雨とは友人で日輪とも仲がよく、恋のライバルである彩花とも親しく接する。歌姫としての歌唱力は抜群で啓介だけでなく他の仲間達も賞賛するほど。バーテンダーとしてはそこそこのカクテルなども覚えており。バーの運営上夜型の生活。
過去、戦争で家族と恋人を亡くしており、それゆえ周りの人たちが居なくなる事を嫌い、たとえ恋のライバルであったとしても仲良くしている。啓介に対してはつれない態度をとられることにヤキモキしていたが、彼の病状を知り彼の力になろうと思うようになる。
香月 日輪（こうげつ ひのわ）
声 - 南里一花
ホテル・プリメーロで食事全般を1人で担当するシェフ。マーカスとは義理の父親。彩花とは年齢が近いこともあり仲がいい。
暴動の時にマーカスに助けられ養子になる。助けられた直後にマーカスの妻子の死亡を知るが、彼の生きる希望になるために暴行を受けつつも黙っていた。啓介に対しては公然とはしていないものの密かに憧れている。
桜井 彩花（さくらい あやか）
声 - 卯衣
ホテル・プリメーロのルームメイドでまきの娘。まだ幼さが残る甘えたがりで、場を和ませる明るさがあるものの、仕事は少々不真面目。啓介が好きなことを公言して憚らずよく夜這いなどもしているが中々実は結ばれない。
母の死を契機に、その天真爛漫さはなりを潜め陰気な表情をするようになる。母の死の直前まで自分に病気のことを知らされなかったこともあり、周囲の人たちに対しても敵意を込めた目を向けるようになり、啓介に対しても恋愛感情を見せず同様に接するようになる。それでも暫くはルームメイドの仕事を続けていたものの、その内に母の居ない世界を嫌い死にたいと思うようになる。啓介達と和解後は徐々に元の明るさを取り戻していっている。

#### その他従業員
桜井 まき（さくらい まき）
声 - 風華
ホテル・プリメーロのルームメイドで彩花の母親。温和で頼りになる母性愛あふれる性格。娘に対しては少々厳しく仕事をしつけつつも温かく見守っている。
謎の病気により衰弱、病魔と闘いつつ娘のために絵を描き残し亡くなる。彼女の死がホテル全員に深い悲しみと影を残すことになる。彼女の病名は謎のままであるが謎の伝染病が疑われており、世界の終わりに関係があると疑われている。
ラヴ・ハーマン
声 - 日向日陰
ホテル・プリメーロのフロントクラーク担当のアフロヘアーの黒人。空気を読まないくらい明るく振舞うムードメーカー。
殆どの仲間には明かしていないものの、基本的な生活習慣以外は全ての記憶を持たない記憶喪失であり、そのため自分の言葉には過去に培われた重さが無いと感じている。
マーカス・ミラー
声 - 小次郎
ホテル・プリメーロのソムリエで日輪の義父。元軍属所属で中佐と呼ばれる。盲目でいつも偏屈な表情をし、地下のワインセラーでワインを磨いていることが多い。いつも不機嫌な態度をしているが、日輪に対しては特に冷淡な態度を取る。
暴動の際に日輪を助けているがその時に目を失明している。またその最中に妻子が行方不明になった。その後、日輪を養子とするが行方不明の妻子が忘れられず、日輪を受け入れられずDVを行っていた。妻子の死亡を知り日輪の心情を知ってからは和解し彼女に対して子煩悩になる。
伊藤 恵（いとう めぐみ）
声 - 桃也みなみ
ホテル・プリメーロのバックヤード担当。良二との結婚を控えているが、結婚への姿勢の違いから喧嘩が絶えない。結婚後は良二とは良好な関係になっている。
斉藤 良二（さいとう りょうじ）
声 - ゆうひ
ホテル・プリメーロの雑務担当で燃料の手配なども行っている。仕事の関係上啓介ともよく仕事をする。恵との結婚を控えているが、結婚への姿勢の違いから喧嘩が絶えない。

### 宿泊客
サラ入室時点でプリメーロの宿泊客は4人。ただし本当にお客として訪れたのは美雨が支配人になってからはサラが初めて。お客とはいっても宿泊料を取る描写などは存在していない。

#### メインヒロイン
サラ・コルトレーン
声 - 有栖川みや美
ギターを持って旅をしていた素性不明の少女。右目に怪我をしており当初包帯を巻いていたが、彩花から猫の絵入りの手作りの眼帯を貰ってからそれを着け続けている。
啓介を見るなり（彼女自身原因がわからないまま）刺殺しようとするものの、彼が黙ったままでありまた彼が彼女の弾く曲を知っていたため、プリメールに宿泊することになる。普段からぼんやりして皆から話しかけられても曖昧な受け答えしかしていなかったが、彼らと接しているうちに言葉少ないながらも徐々に打ち解けていく。友人が悲しい気分になっているところを見かけるとギターを弾き聞かせている。
過去ルシールに助けられ一緒に暮らしており、彼女が亡くなった直後に（ルシールを殺した人物ではないかと思っていた）啓介が立ち去るのを見ていた。その後ギターを形見として彼女がしていた歌で皆を救うため、ギターを弾きながら旅を続けていた。

#### その他宿泊客
三船 徳二郎（みふね とくじろう）
声 - 北条賢
刀を持ち着流しを纏いサングラスをした侍風の客。部屋は和風に改装しておりかなりの読書家でよく本を探しに出かけている。見た目と裏腹に普段はフランクな態度で接するが、ある復讐を誓っている。
妻子を戦争で亡くしており、特定の個人ではなく世界に対して復讐を誓う、終わる世界に対して歯向かうことで生きる希望としている。
藤野 正義（ふじの まさよし）
声 - 立花十四朗
ホテルに宿泊している老夫婦。
藤野 静枝（ふじの しずえ）
声 - 美澄すい
ホテルに宿泊している老夫婦。

### その他
フリッツ神父
声 - 祭大!
近郊の教会で奉仕をする温厚で優しい神父。美雨の父と知り合いで、美雨からはおじさまと呼ばれる。ホテルに良く訪れるほか、僅かに残った避難村でも奉仕を続けている。
サラが入室した際は温厚な彼からは考えられないほど厳しく反対したが、それは暴動の後、ホテルに訪れる人間を教会で審査していたからであった。その後はサラに対しても優しく接している。
カリス
声 - 桐谷華
啓介のペットの黒猫。キャットフードは啓介が与えているものの、他の人からも食事を分けてもらっている。気まぐれで神出鬼没で気がつくとそこにいることもしばしば。
名前はルシールから取られたもので啓介が彼女の名前を忘れないためにつけたものだが、生きるために精一杯でいつしかその由来も忘却していた。
エピローグのみカリスが喋るシーンがあり、適度な距離で接する啓介が好きでずっとみていたことを独白する。
ルシール
物語開始時点で故人。啓介やサラの恩人で、ギターを聴かせ数々の人を癒してきた。啓介を助け時々キャンプから離れた場所に居る彼に曲を聞かせていたが、暴徒に襲われ死亡する。サラが持つギターは彼女の形見。

## スタッフ
- シナリオ - 佳奈月しずく
- キャラクターデザイン・原画・彩色 - ちょちょ
- BGM制作 - Barbarian On The Groove
- 制作・著作 - 暁WORKS-黒-
- 製作・販売 - 有限会社AKABEいSOFT2

## 主題歌
主題歌「リフレット」
作詞 - wight /作・編曲 - mo2 / 歌 - Barbarian On The Groove feat. カヒーナ
ED曲「太陽の欠片」
作詞 - wight / 作曲・編曲 - mo2 / Sound Produced by Barbarian On The Groove
歌 - アリス・ルシアstarring 小倉結衣、サラ・コルトレーンstarring 有栖川みや美